# Airón

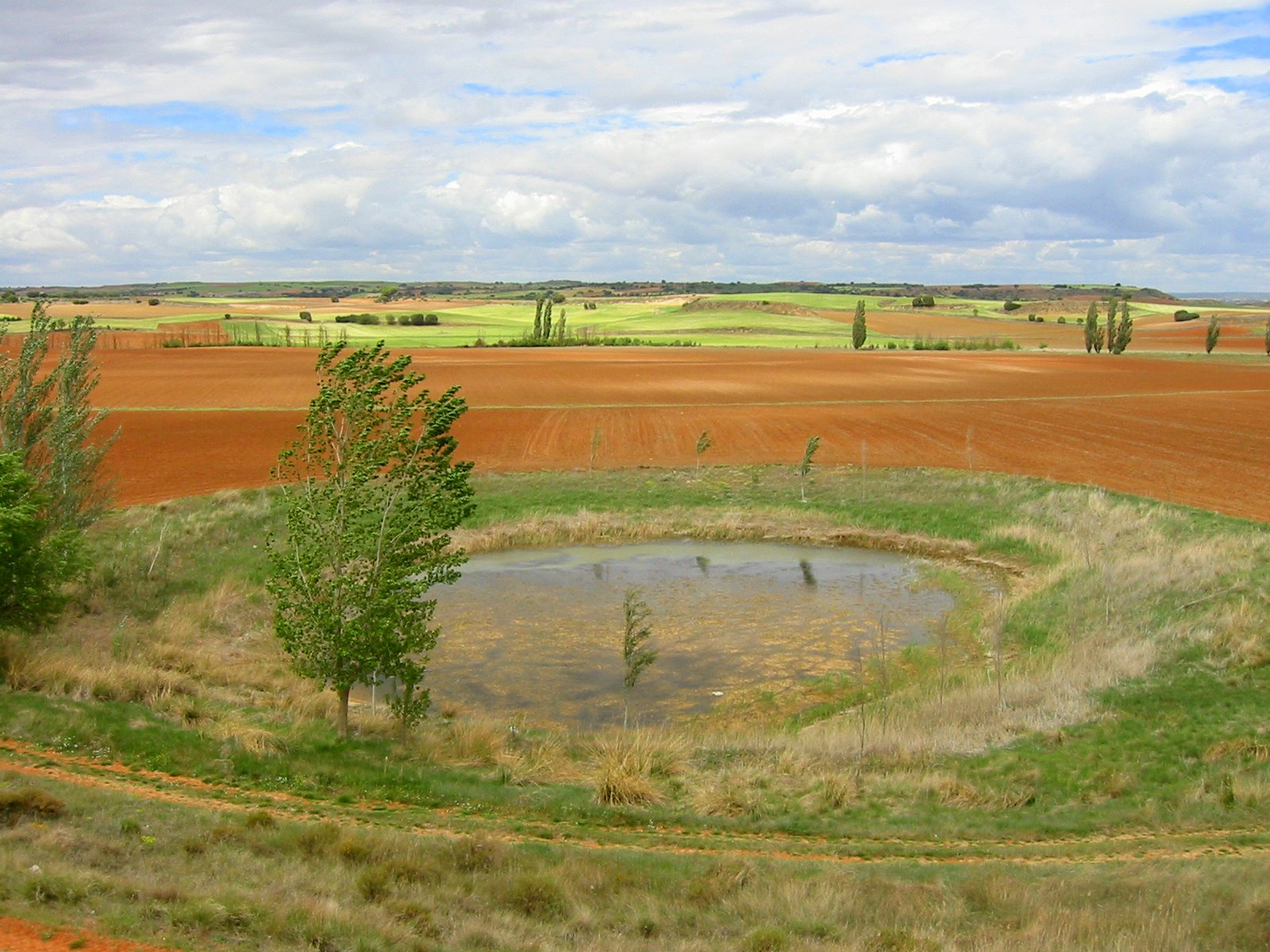
Airón-Quelltopf bei Cuenca

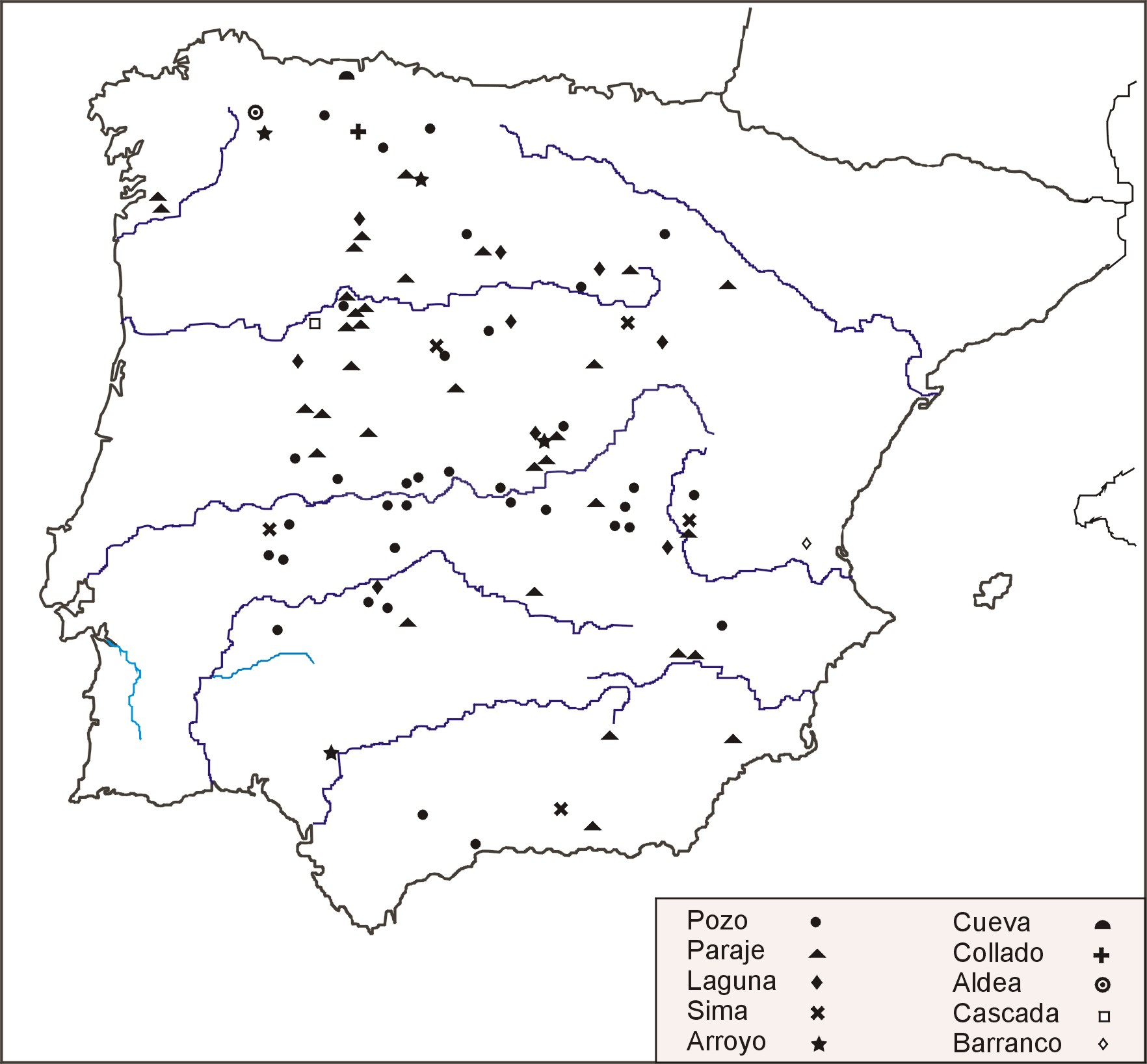
Airón-Heiligtümer auf der Iberischen Halbinsel

Airón war eine prärömische Gottheit, die auf der Iberischen Halbinsel und in Teilen Galliens verehrt wurde.
Airón war verbunden mit Quelltöpfen und Brunnen und wurde insofern als Gott des Lebens verehrt. Gleichzeitig galt er aber auch als Gott der Unterwelt und des Todes.
Auf der Grundlage lokaler Überlieferungen (Flurnamen etc.) wurden allein in Spanien über 100 Plätze ermittelt, an denen eine Verehrung dieses Gottes stattgefunden haben könnte.
Figürliche Darstellungen des Gottes sind nicht bekannt; verehrt wurden lediglich Quellen und Brunnen.